# بخش ایسنژو
بخش ایسنژو (به فرانسوی: Arrondissement d'Yssingeaux) یک بخش در فرانسه است که در اوت-لوآر واقع شده‌است.